# Carlarius latiscutatus
Mâchoiron de Gambie, Mâchoiron de Guinée, Mâchoiron géant
Espèce
Statut de conservation UICN

 LC  : Préoccupation mineure
Carlarius latiscutatus, le Mâchoiron de Gambie, Mâchoiron de Guinée ou Mâchoiron géant, est une espèce de poissons marins et d'eau saumâtre de la famille des Ariidae.

## Description et caractéristiques
La description originale faite par Günther pour Arius latiscutatus (synonyme homotypique de C. latiscutatus) est la suivante :

« Traduction en français à l'aide d'un traducteur automatique :  
La tête est plutôt large et déprimée, avec une surface supérieure grossièrement granuleuse : le processus occipital est plus large que long, de forme subtriangulaire, avec des marges latérales ondulées et une crête longitudinale médiane ; le fonticulus sur la face supérieure de la tête est très étroit et s'effile vers l'arrière, s'étendant jusqu'à la base du processus occipital. L'os basal de l'épine dorsale est étroit et en forme de croissant. La longueur de la tête représente un quart de la longueur totale (sans la nageoire caudale) ; l'œil est deux fois plus éloigné de l'extrémité de l'opercule que de celle du museau ; le museau est très large et arrondi de manière obtuse.  
Les dents sont villiformes : la bande vomérienne est un peu moins de deux fois plus large que celle des intermaxillaires et est divisée en deux par un étroit espace intermédiaire ; chaque moitié est environ deux fois plus large que longue et séparée de la plaque palatine par une fine rainure transverse, qui disparaît complètement avec l'âge. Les dents palatines forment une grande plaque triangulaire, plus longue que large ; les plaques sont plus larges que l'espace qui les sépare.  
Les épines dorsale et pectorales sont robustes et dentelées sur les deux bords ; l'épine dorsale est légèrement plus courte, et aussi longue que la tête sans le museau. La nageoire adipeuse est courte ; la nageoire caudale est profondément fourchue. »

— Günther, A. (1864)

## Habitat
L'espèce se trouve principalement dans les eaux saumâtres. C'est une espèce marine-estuarienne au sens d'Albaret, c'est-à-dire une espèce marine fortement euryhaline abondante dans les milieux estuariens et lagunaires, mais qui ne s'y reproduisent pas. Dans la guilde écologique proposée par Whitfield en 2005 pour les poissons des estuaires d'Afrique centrale et de l'Ouest, C. latiscutatus est un Immigrant marin, espèce de poisson marin qui se reproduit généralement en mer, tandis que les juvéniles et/ou les adultes utilisent largement l'environnement estuarien. Les juvéniles de nombreuses de ces espèces présentent des degrés variés de dépendance aux estuaires en tant que zones de nurserie.

## Répartition

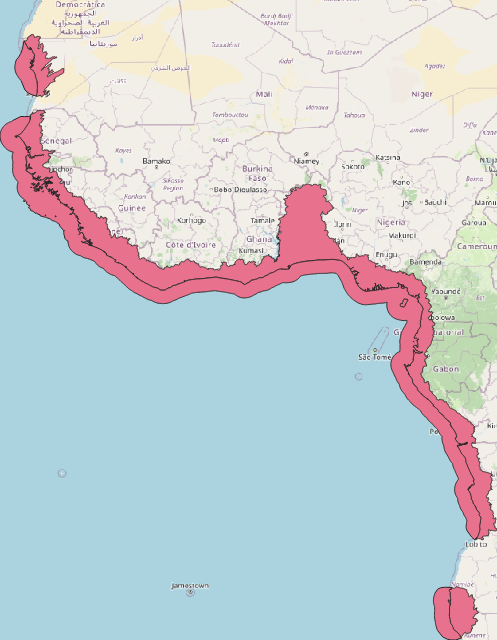
Aire de répartition de Carlarius latiscutatus selon l'UICN (2025)

Ce poisson se rencontre dans l'Atlantique Est depuis la Mauritanie au nord jusqu'à la Namibie au sud.

## Systématique
L'espèce a été décrite à l'origine sous le protonyme Arius latiscutatus par Günther en 1864. À la suite de la révision de la famille des Ariidae intervenue en 2007, le nom valide complet (avec auteur) de ce taxon est Carlarius latiscutatus (Günther, 1864).
L'espèce est nommée en français « Mâchoiron de Gambie », « Mâchoiron de Guinée » ou « Mâchoiron géant ».
Carlarius latiscutatus a pour synonymes :
- Arius biscutatus Günther, 1864
- Arius lagoensis Pfaff, 1933
- Arius latiscutatus Günther, 1864 (nom d'origine - synonyme homotypique)
- Tachysurus lagoensis (Pfaff, 1933)

## Étymologie
Le nom de genre Carlarius est dérivé de « Carl », en l'honneur de Carl Ferraris Jr. (né en 1950), associé de recherche à l'Académie des sciences de Californie, pour sa contribution à la connaissance des siluriformes et son soutien et encouragement constants tout au long des travaux des auteurs sur la systématique des Ariidés ; et de Arius, genre type de la famille.
Le nom d'espèce latiscutatus est dérivé du latin latus, large ou ample ; et de scutatus, armé d'un long bouclier, en référence au processus occipital plus large que long.

## Publication originale
- Günther, A. (1864). Catalogue of the fishes in the British Museum. Catalogue of the Physostomi, containing the families Siluridae, Characinidae, Haplochitonidae, Sternoptychidae, Scopelidae, Stomiatidae in the collection of the British Museum. v. 5: i-xxii + 1-455.